# Jin (cantante)
Kim Seok-Jin (en hangul, 김석진; Gwacheon, Gyeonggi, 4 de diciembre de 1992), conocido por su nombre artístico Jin, es un cantante, compositor y bailarín surcoreano. Desde 2013 es miembro del grupo BTS bajo la compañía Big Hit Music. Jin ha coescrito y lanzado tres canciones en solitario con BTS: «Awake» (2016), «Epiphany» (2018) y «Moon» (2020); todas han entrado en la lista digital Gaon de Corea del Sur. También apareció en la banda sonora del drama Hwarang (2016) junto a su compañero de grupo V. El 28 de octubre del 2022 presentó su último sencillo «The Astronaut» antes de unirse al servicio militar, que vendió más de un millón de copias. Por otro lado, Jin ha recibido elogios de los críticos por su falsete y su rango vocal como cantante.
Además de cantar, Jin ha participado como presentador en varios programas de música de Corea del Sur entre 2016 y 2018. En 2018 recibió la Orden al Mérito Cultural por parte del presidente surcoreano, junto a otros miembros de BTS, por su contribución a la cultura coreana.

## Biografía
Jin nació el 4 de diciembre de 1992 en Gwacheon, Gyeonggi, Corea del Sur. Su familia consiste en su madre, su padre y su hermano mayor. Mientras estaba en la escuela secundaria, Jin fue contactado en la calle por un scouter de la agencia de K-pop SM Entertainment, pero él rechazó la oferta en el momento. Asistió a la Universidad Konkuk y se graduó con un título en Arte y Actuación el 22 de febrero de 2017. Estuvo inscrito en la escuela de posgrado de la Hanyang Cyber University para realizar estudios en otras áreas además de la música.

## Carrera

### 2013-presente: BTS
Fue descubierto por su atractivo físico mientras caminaba por la calle, a partir de ello fue invitado a realizar una audición para Big Hit Entertainment. El 13 de junio de 2013, Jin debutó como miembro de BTS en M! Countdown con el sencillo «No More Dream» de su primer álbum debut, 2 Cool 4 Skool. Participó en la producción de su solo «Awake», del álbum Wings; la canción alcanzó el puesto 31 de la Gaon Music Chart y el número 6 en la lista Billboard World Digital Singles. En diciembre de 2016 publicó una versión navideña de «Awake» en SoundCloud.
El 9 de agosto de 2018 se lanzó un tráiler del nuevo álbum de BTS con una canción llamada «Epiphany». Fue descrita como una «melodía pop-rock» por Billboard; la canción es un solo de Jin con letras que tratan conceptos sobre la aceptación y el amor propio. La versión completa del tema fue publicada por primera vez en el álbum Love Yourself: Answer. Esta alcanzó el número 30 en la lista Gaon Music Chart y la posición 4 en la Billboard World Digital Singles.
El 25 de octubre de 2018, él y los demás integrantes de BTS recibieron la Orden al Mérito Cultural, específicamente la quinta clase (Hwagwan), otorgada por el Presidente de Corea del Sur. Similarmente, en julio de 2021 el presidente Moon Jae-in lo eligió —junto con los otros miembros del grupo— como Enviado Presidencial Especial para las Generaciones Futuras y la Cultura para «liderar la agenda global para las generaciones futuras, como el crecimiento sostenible» y «expandir los esfuerzos diplomáticos de Corea del Sur y su posición mundial» en la comunidad internacional.

### 2015-presente: Actividades en solitario
Jin colaboró con uno de sus compañeros de BTS, V, para la banda sonora del drama histórico Hwarang: The Poet Warrior Youth, con el tema «It's Definitely You». Asimismo participó junto a otro miembro del grupo, Jungkook, en una versión alternativa de «So Far Away», una canción del mixtape Agust D de Suga. Los covers en solitario que ha realizado incluyen: «Mom» de Ra.D, «I Love You» de Mate e «In Front Of The Post Office In Autumn», original de 1994 de Yoon Do-hyun. También ha hecho varias apariciones como presentador en programas coreanos de música como Music Bank.
En 2018 se posicionó el puesto 11 de una encuesta realizada por Gallup Corea sobre los idols más preferidos.
El 4 de junio de 2019, Jin lanzó su primera canción independiente «Tonight» como parte del BTS Festa 2019, un evento anual que celebra el aniversario del debut de la banda. La balada acústica fue compuesta por Jin, junto con los productores de Big Hit Entertainment, Slow Rabbit y Hiss Noise. La letra fue escrita por Jin y el líder de BTS, RM, y está inspirada en la relación de Jin con sus mascotas. La pista tuvo una recepción generalmente positiva, con elogios por la voz de Jin y la atmósfera tranquila de la canción. 
El 3 de diciembre de 2020, Jin lanzó su segunda canción en solitario «Abyss» un día antes de cumplir 28 años. La balada acústica fue compuesta por Jin y su compañero miembro de BTS, RM, junto con los productores BUMZU y Pdogg. La letra, escrita por Jin, BUMZU y RM, se inspiró en los sentimientos de ansiedad, duda y agotamiento de Jin. En una publicación en el blog oficial de BTS, Jin habló sobre sus inseguridades con respecto a la música y cómo esas emociones más oscuras lo llevaron a escribir y lanzar la canción. 
En octubre de 2021, Jin publicó el sencillo «Yours», el cual fue tema principal de la serie de TvN Jirisan. El 4 de diciembre de ese mismo año, Jin lanzó una corta canción al estilo trot llamada «Super Tuna» como regalo para sus fans por la celebración de su 29 cumpleaños. La canción se hizo viral en Youtube y llegó a ser número uno durante ocho días consecutivos en la plataforma.  
El 28 de octubre de 2022, Jin hizo su debut en solitario con «The Astronaut», que coescribió junto con Chris Martin y Coldplay. Ese mismo día, Jin hizo una aparición especial en el tour de Coldplay, “Music of the Spheres” en el Estadio River Plate, Buenos Aires, Argentina, donde interpretó «The Astronaut» en vivo por primera vez junto al grupo.

## Otras actividades

### Negocios
En 2018 abrió un restaurante de estilo japonés en Seúl, llamado Ossu Seiromushi, con su hermano mayor.

### Filantropía
En 2018, el presidente de Corea del Sur le otorgó la Orden de Mérito Cultural Hwagwan de quinta clase junto con los otros miembros de BTS, por sus contribuciones a la cultura coreana.
En diciembre de 2018 donó varios suministros a la Asociación Coreana de Bienestar Animal en su cumpleaños, entre los que se encontraban: comida, sábanas, y platos para la organización. El mismo día donó 321 kilogramos de comida a los Defensores de los derechos de los animales de Corea (KARA), otra entidad sin ánimo de lucro para animales.

## Discografía

### Sencillos
| «It's Definitely You» (con V)                                                                     | 2016 | —  | —  | 34 | — | —  | 8 | 15 | —  | —  | - COR: 76 657 | Hwarang: The Poet Warrior Youth OST |
| «Tonight» (이 밤)                                                                                 | 2019 | —  | —  | —  | — | —  | 3 | 22 | —  | —  |               | Sin álbum                           |
| «Abyss»                                                                                           | 2020 | —  | —  | —  | — | —  | 2 | 14 | —  | —  |               | Sin álbum                           |
| «Yours»                                                                                           | 2021 | —  | —  | 30 | — | —  | 1 | —  | 66 | —  | - JPN: 10 971 | Jirisan OST                         |
| «Super Tuna» (슈퍼 참치)                                                                          | 2021 | —  | —  | —  | — | —  | 1 | 11 | —  | —  |               | Sin álbum                           |
| «The Astronaut»                                                                                   | 2022 | 69 | 58 | 40 | — | 51 | 1 | 1  | 4  | 61 |               | Sin álbum                           |
| «—» indica que la canción no alcanzó posición alguna o certificación o no fue lanzada en el país. |      |    |    |    |   |    |   |    |    |    |               |                                     |

### Otras canciones
| Título                   | Año  | Formato                     | Notas                                                                  | Ref    |
| ------------------------ | ---- | --------------------------- | ---------------------------------------------------------------------- | ------ |
| «Adult Child»            | 2013 | Descarga digital, streaming | Con RM y Suga                                                          | [ 39 ] |
| «Awake» (Christmas ver.) | 2016 | Descarga digital, streaming | Remix de Navidad de la canción «Awake» de BTS del álbum Wings          | [ 12 ] |
| «So Far Away» (cover)    | 2017 | Descarga digital, streaming | Con Suga y Jungkook, un relanzamiento de la canción original con Suran | [ 40 ] |

#### En listas
| Título                                                                                            | Año  | Posición más alta | Posición más alta | Posición más alta | Posición más alta | Posición más alta | Ventas         | Álbum                 |
| Título                                                                                            | Año  | COR               | COR               | ESC               | EUA World         | HUN               | Ventas         | Álbum                 |
| Título                                                                                            | Año  | Gaon              | Hot               | ESC               | EUA World         | HUN               | Ventas         | Álbum                 |
| ------------------------------------------------------------------------------------------------- | ---- | ----------------- | ----------------- | ----------------- | ----------------- | ----------------- | -------------- | --------------------- |
| «Awake»                                                                                           | 2016 | 31                | —                 | —                 | 6                 | 9                 | - COR: 105 382 | Wings                 |
| «Epiphany»                                                                                        | 2018 | 30                | 5                 | 60                | 4                 | 5                 | - EUA: 10 000  | Love Yourself: Answer |
| «Moon»                                                                                            | 2020 | 22                | 12                | 64                | 4                 | 11                | N/A            | Map of the Soul: 7    |
| «—» indica que la canción no alcanzó posición alguna o certificación o no fue lanzada en el país. |      |                   |                   |                   |                   |                   |                |                       |

### Composiciones
Todas las canciones han sido adaptadas de la base de datos de la Korea Music Copyright Association.
| Canción                     | Año  | Álbum                                            | Artista |
| --------------------------- | ---- | ------------------------------------------------ | ------- |
| «Outro: Circle Room Cypher» | 2013 | 2 Cool 4 Skool                                   | BTS     |
| «Outro: Propose»            | 2014 | Skool Luv Affair                                 | BTS     |
| «Outro: Love Is Not Over»   | 2015 | The Most Beautiful Moment in Life, Part 1        | BTS     |
| «Boyz with Fun»             | 2015 | The Most Beautiful Moment in Life, Part 1        | BTS     |
| «Love Is Not Over»          | 2016 | The Most Beautiful Moment in Life: Young Forever | BTS     |
| «Awake»                     | 2016 | Wings                                            |         |
| «Epiphany»                  | 2018 | Love Yourself: Answer                            |         |
| «Tonight» (이 밤)           | 2019 | Sin álbum                                        | Jin     |
| «Moon»                      | 2020 | Map of the Soul: 7                               | BTS     |
| «In the Soop»               | 2020 | Sin álbum                                        | BTS     |
| «Stay»                      | 2020 | Be                                               | BTS     |
| «Abyss»                     | 2020 | Sin álbum                                        | Jin     |
| «Super Tuna»                | 2021 | Sin álbum                                        | Jin     |
| «The Astronaut»             | 2022 | Sin álbum                                        | Jin     |

## Filmografía

### Tráileres y vídeos cortos
| Año  | Título   | Director                 | Ref.   |
| ---- | -------- | ------------------------ | ------ |
| 2016 | Awake #7 | Yong-seok Choi (Lumpens) | [ 48 ] |
| 2018 | Epiphany | Yong-seok Choi (Lumpens) | [ 13 ] |

### Televisión
| Año  | Cadena | Programa                         | Papel       | Notas                                                                                        | Ref.   |
| ---- | ------ | -------------------------------- | ----------- | -------------------------------------------------------------------------------------------- | ------ |
| 2016 | SBS    | Inkigayo                         | Presentador | Con RM, Kei y Mijoo (Lovelyz)                                                                | [ 49 ] |
| 2016 | Mnet   | M Countdown                      | Presentador | Con Jimin                                                                                    |        |
| 2017 | Mnet   | M Countdown                      | Presentador | Con Jimin y J-Hope                                                                           | [ 50 ] |
| 2017 | SBS    | Law of the Jungle en Kota Manado | Él mismo    | Episodios 247-251                                                                            | [ 51 ] |
| 2017 | KBS    | KBS Song Festival                | Presentador | Con Sana (Twice), Chanyeol, Irene, Solar, Mingyu (Seventeen), Yerin (GFriend), y Kang Daniel | [ 52 ] |
| 2018 | KBS    | Music Bank                       | Presentador | Con Solbin (Laboum)                                                                          | [ 23 ] |
| 2018 | KBS    | KBS Song Festival                | Presentador | Con Dahyun (Twice) y Chanyeol                                                                | [ 53 ] |

## Premios y nominaciones
| Premiación         | Año  | Categoría                   | Nominado/trabajo      | Resultado | Ref.   |
| ------------------ | ---- | --------------------------- | --------------------- | --------- | ------ |
| Melon Music Awards | 2017 | Mejor banda sonora original | «It's Definitely You» | Nominado  | [ 54 ] |